# Stadler und Usteri

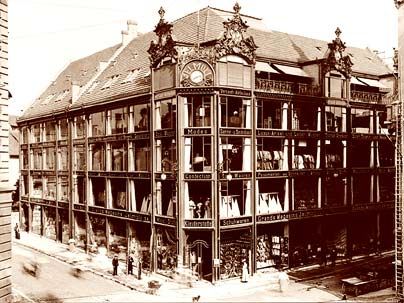
Das Warenhaus Jelmoli, Bautrakt von 1896

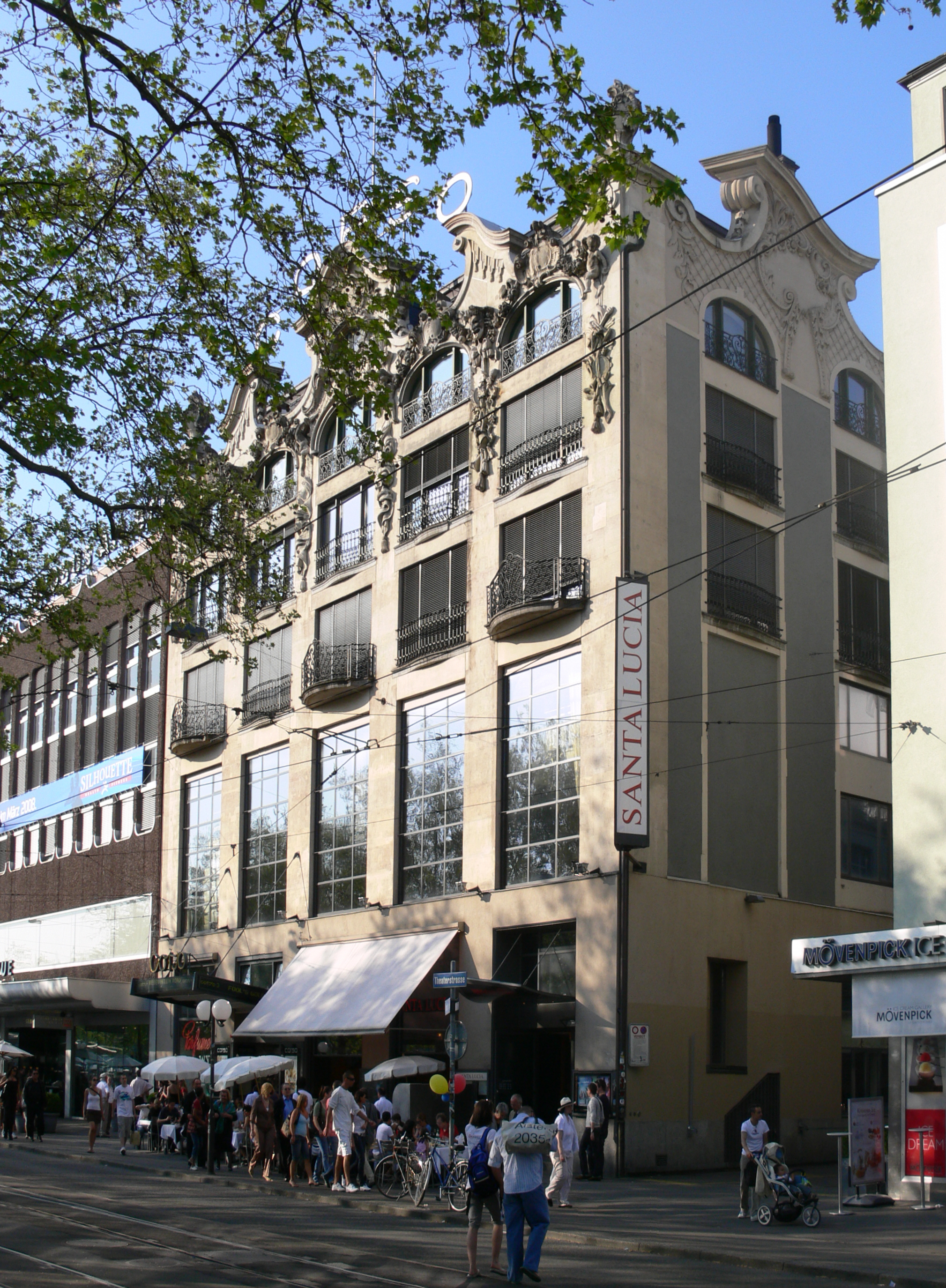
Corso-Theater, purifiziert, 1900

Stadler und Usteri war ein Architekturbüro in Zürich, das von 1894 bis 1902 von den beiden Partnern geleitet wurde. Sie bauten unter anderem das Kaufhaus Jelmoli und das Hotel Baur au Lac.

## Hermann Stadler
Der Kaufmannssohn Hermann August Stadler (* 27. Oktober 1861 in Zürich; † 23. Dezember 1918 in Zürich) war ein Neffe des Architekten Ferdinand Stadler. Er studierte ab 1877 Architektur am Eidgenössischen Polytechnikum, ab 1880 an der Technischen Hochschule Stuttgart und von 1883 bis 1885 an der École des Beaux-Arts in Paris. Nach Mitarbeit bei Heinrich Ernst verbrachte er fast das ganze Jahr 1887 als Studienaufenthalt in Rom. Anschließend arbeitete er mit Alfred Chiodera in Mailand und übernahm 1891, nach Zürich zurückgekehrt, die Stelle des Direktors einer Kunststeinfabrik. 1893–1895 war er Assistent am Eidgenössischen Polytechnikum bei Friedrich Bluntschli, 1894 gründete er das gemeinsame Büro mit Usteri.
1903 zog es Stadler angesichts der dortigen Baukonjunktur nach dem Ende des Zweiten Burenkriegs nach Südafrika, wo er sich vor allem mit Methoden des Bergbaus beschäftigte. In diesem Fachgebiet erhielt er 1913 einen Lehrauftrag an der Royal School of Mines in South Kensington. Wegen einer unheilbaren Krankheit ging er 1917 zurück nach Zürich, wo er im folgenden Jahr starb.

## Emil Usteri
Jakob Emil Usteri (* 6. September 1858 in Zürich; † 25. Juli 1934 in Zürich) absolvierte nach dem Gymnasium in Zürich eine Bauzeichnerlehre bei den Gebrüdern Reutlinger. Anschliessend studierte er ab 1879 wie sein späterer Partner an der Technischen Hochschule in Stuttgart. 1882–90 arbeitete er in Paris, bevor er nach Zürich zurückkehrte und, nach Bau der Villa Usteri in Rüschlikon unter eigener Regie, 1894 das gemeinsame Büro mit Stadler gründete. Das Büro führte er ab 1903 nach Wegzug seines Partners alleine weiter.

## Werke (Auswahl)

### Usteri und Stadler
- 1895: zwei Doppelvillen in Zürich
- 1896: Hotel Baur au Lac in Zürich
- 1897–1899: Krankenheim Theodosianum in Zürich
- 1899: Warenhaus Jelmoli in Zürich
- 1899: Villa Nabholz in Zürich
- 1900: Corso-Theater in Zürich
- 1901: Pflegerinnenschule in Zürich